# Naenara (Webbrowser)
Naenara (kor. 내나라, dt.: ‚Mein Land‘) ist ein Webbrowser des nordkoreanischen IT-Forschungsinstituts Korea Computer Center für das Intranet Kwangmyong.
Als Basis von Naenara dient der Webbrowser Mozilla Firefox unter der Linux-Version. Der Firefox-Webbrowser wurde vom Korea Computer Center auf die nordkoreanischen Gegebenheiten angepasst. Vertrieben wurde der Browser zuerst über die Linux-Distribution Red Star OS. Auf Tablets ist er jedoch auch nutzbar.

## Generelle Funktionen

Naenara unter dem Red Star Os 2.0

Der Browser verfügt über die Funktion im Intranet Kwangmyong zu operieren, Kwangmyong basiert auf einem eigenen Klasse-A Netzwerk. Je nach der Version kann der Browser auch außerhalb von Nordkorea in einer normalen DNS-Umgebung funktionieren. Der Browser unterstützt die koreanische und die englische Sprache.
Viele Webseiten haben keinen Domain-Eintrag, sodass die Webseite direkt über die IP-Adresse des Servers aufgerufen wird. Die IP-Adresse der Homepage ist 10.76.1.11. Die Suchmaschine und andere Funktionen werden auch über diese Domain geleitet.
Die Tablet-Version kann nur über eine VPN-Verbindung zu Kwangmyong kommunizieren.

## Technische Funktionen
Der Browser verfügt über spezifische Funktionen, welche für den Gebrauch in Nordkorea angepasst sind.
Unterstützt werden Anti-Phishing- und die Anti-Malware-Listen. Hierbei wird die Programmierschnittstelle (API) von Google genutzt. Jedoch wird die Liste von der Domain 10.76.1.11 heruntergeladen, anstelle von der Google-Domain. Dies führt zu der These, dass die Listen direkt von Google stammen und 10.76.1.11 als Proxy funktioniert. Eine andere These ist, dass die Listen zur Zensur modifiziert werden.
Auffällig ist außerdem, dass die Suchmaschine von Naenara dieselbe API wie Google hat. Es wird spekuliert, ob der Server der Domain 10.76.1.11 als ein Proxy zu Google fungiert.
Der Standardport 53 des Domain Name System ist gesperrt, stattdessen ist der für Multicast DNS vorgesehene Port 5353 zugelassen. Außerhalb Nordkoreas wird der mDNS-Port für die Namensauflösung innerhalb von kleinen lokalen Netzwerken genutzt.
Der Browser kann über automatische Updates aktualisiert werden. Die Updatefunktion lässt sich nicht ausschalten.
Wenn der Browser eine Website nicht auffinden kann, ersetzt dieser den Domain-Suffix auf .com.

## Sicherheitslücken
Das Mitlesen des Datenverkehres ist über einen „Man-in-the-Middle-Angriff“ problemlos möglich.
Eine weitere Sicherheitslücke wurde 2016 von der Sicherheitsfirma Hacker House gefunden. Durch einen speziell präparierten Link können Befehle auf dem System Red Star OS ausgeführt werden. Vermutlich kommt es bei dem Verarbeiten von URIs zu einem Problem, bei der Funktionen wie Mailto oder cal ausgeführt werden, ohne die übergebenen Parameter um unerwünschte Codefragmente zu bereinigen.